# Décès en 1324
Décès
- 1320
- 1321
- 1322
- 1323
- 1324
- 1325
- 1326
- 1327
- 1328

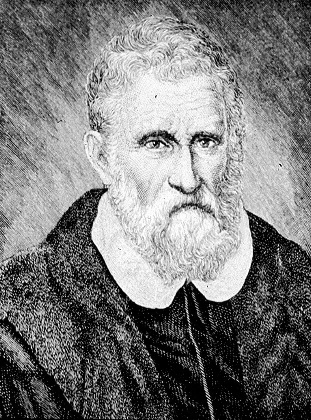
Marco Polo, mort en 1324 (portrait imaginaire).

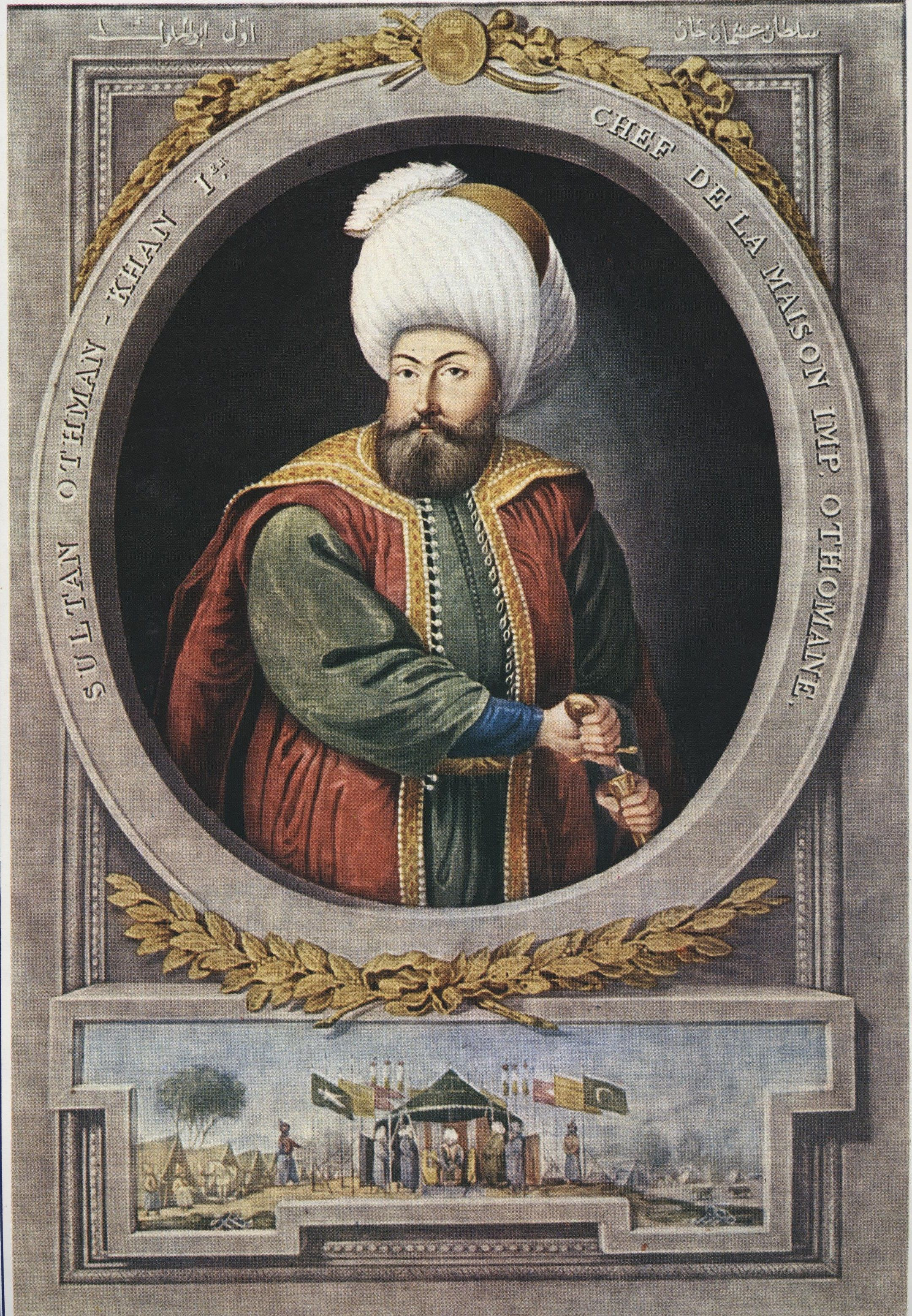
Osman Ier, mort en 1324.

Cette page dresse une liste de personnalités mortes au cours de l'année 1324 :
- 8 janvier : Marco Polo, marchand et explorateur vénitien.
- 19 janvier : Robert III, comte de Clermont, 5e dauphin d'Auvergne.
- 25 janvier : Jean du Bois, évêque de Dol.
- 11 février : Karl von Trier, ou Charles de Trèves, 16e grand maître de l'ordre Teutonique.
- 12 février : Guillaume de Bourg, surnommé le Gris, chef de la branche cadette de la famille de Bourg.
- 26 février : Dino Compagni, historien-chroniqueur et auteur italien du Trecento.
- 26 mars : Marie de Luxembourg, reine de France et reine de Navarre.
- 26 avril : Johann Wulfing von Schlackenwerth, évêque de Bressanone, Prince-évêque de Bamberg puis de Frisingue, secrétaire du roi Venceslas II de Bohême.
- 2 juin : Isabelle d'Ibelin, reine de Chypre et de Jérusalem.
- 23 juin : Aymar de Valence, ou Aymar de Lusignan, dit Pembroke, comte de Pembroke et de Wexford, seigneur de Valence, Rancon et Saint-Gemme.
- 16 juillet : Go-Uda, 91e empereur du Japon.
- 31 août : Henri II de Chypre, ou Henri II de Lusignan, roi de Chypre et de Jérusalem.
- 4 septembre : Sanche Ier, roi de Majorque.
- 3 novembre : Petronilla de Meath, servante irlandaise, brûlée vive à Kilkenny.

- Jacopo de Carrara, appelé aussi Il grande, chef de la république de Padoue.
- Robert de Courtenay-Champignelles, archevêque de Reims.
- Helwig de Holstein, reine de Suède et de Finlande.
- Petronilla de Meath, servante irlandaise condamnée au bûcher pour sorcellerie.
- Bernard III de Nîmes, ou Bernard du Pouget, évêque de Cornouaille et 41e évêque connu de Nîmes.
- Renaud II de Trie, seigneur de Mouchy, du Plessis-Billebaut (près Clermont), de Mareuil et autres, maréchal de France.
- Armand de Vernon, quarantième évêque connu de Nîmes.
- Ibn Kabar, ou Al-Shaykh al-Mu'taman Shams al-Riyâsah ibn al-Shaykh al-Akmal al-As'ad Abû al-Barakât ibn Kabar, ou plus brièvement Abû al-Barakât ibn Kabar, prêtre de l'Église copte, écrivain de langue arabe.
- Konoe Iehira, régent kampaku.
- Osman Ier, 1er sultan ottoman.
- Saw O, troisième souverain du royaume d'Hanthawaddy, en Basse-Birmanie.

## Crédit d'auteurs
- Cet article est partiellement ou en totalité issu de l'article intitulé « 1324 » (voir la liste des auteurs).